# Síofra O’Leary

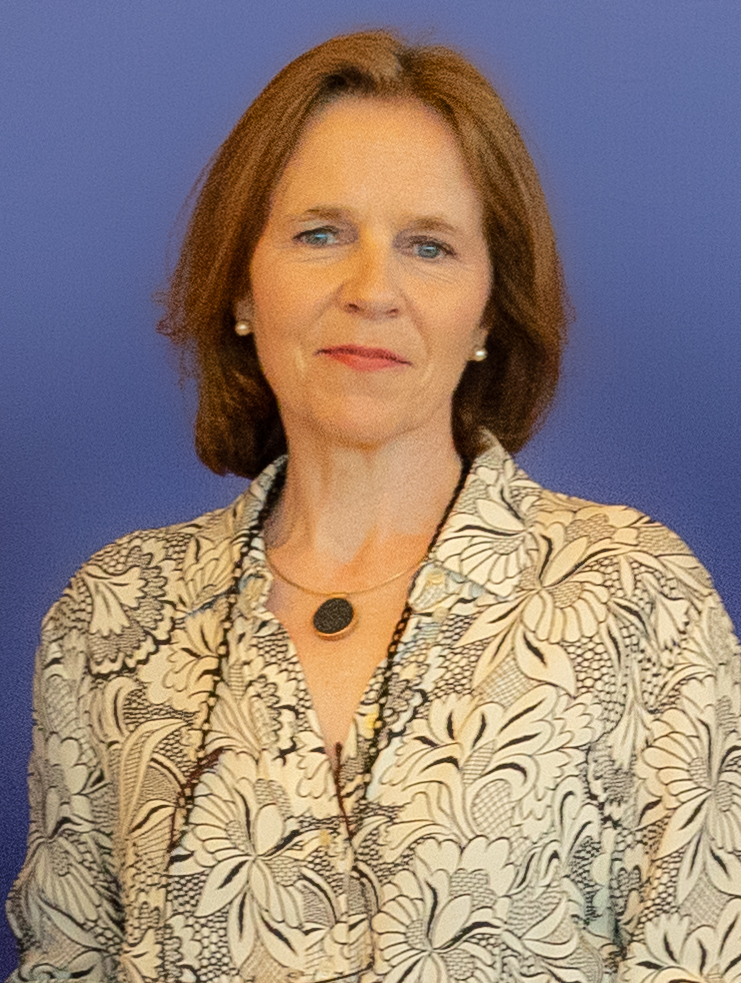
Síofra O’Leary, 2024

Síofra O’Leary (* 20. September 1968 in Dublin) ist eine irische Juristin. Von 2022 bis 2024 war sie Präsidentin des Europäischen Gerichtshofs für Menschenrechte (EGMR) in Straßburg.

## Leben und Wirken
O’Leary studierte ab 1986 Rechtswissenschaften am University College Dublin, wo sie 1989 mit dem Bachelor of Laws im Zivilrecht ihr Studium beendete. Sie schloss ein Studium am Europäischen Hochschulinstitut in Florenz an, an dem sie 1993 den Grad Ph.D. im europäischen Recht erwarb. Nachdem sie Forschungsstellen an den Universitäten Cádiz und London innegehabt hatte, war sie von 1995 bis 1996 als Assistant Director am Zentrum für europarechtliche Studien der University of Cambridge tätig, später als Fellow am dortigen Emmanuel College.
Ab 1996 arbeitete O’Leary als Référendaire (Referentin) am Gerichtshof der Europäischen Union in Luxemburg, ab 2000 war sie zusätzlich Chef de cabinet und von 1999 bis 2004 Visiting Fellow an der Universität Dublin. Seit 2003 ist sie ständige Gastprofessorin am College of Europe in Brügge. O’Leary war bis 2015 in verschiedenen Stellungen am Gerichtshof der Europäischen Union tätig. Im April 2015 wurde sie als Vertreterin Irlands zur Richterin am Europäischen Gerichtshof für Menschenrechte (EGMR) gewählt. Vom 1. November 2022 bis zum 1. Juli 2024 war sie als Nachfolgerin des Isländers Róbert Ragnar Spanó Präsidentin des EGMR. Zuvor war sie von 2021 bis 2022 Vizepräsidentin des Gerichts.

## Werke (Auswahl)
- European Union Citizenship: Options for Reform. Institute for Public Policy Research, London 1996.
- The Evolving Concept of Community Citizenship. Kluwer, Den Haag/Boston 1996, ISBN 90-411-0878-5.
- Employment Law at the European Court of Justice. Hart Publishing, London 2001, ISBN 978-1-84113-233-4.